# Coppa delle nazioni africane 2017
La Coppa delle nazioni africane 2017, o Total Africa Cup of Nations 2017 per ragioni di sponsorizzazione, nota anche come Gabon 2017, è stata la 31ª edizione di questo torneo di calcio continentale per squadre nazionali maggiori maschili (spesso detto Coppa d'Africa) organizzato dalla CAF e la cui fase finale si è svolta in Gabon dal 14 gennaio al 5 febbraio 2017.
Per la quinta volta nella sua storia è stato il Camerun a trionfare, che ha battuto nella finale disputata allo Stade d'Angondjé di Libreville l'Egitto per 2-1. I Leoni indomabili si sono qualificati così alla successiva FIFA Confederations Cup 2017 che si è tenuta in Russia.

## Scelta della sede

### Prima selezione
Inizialmente otto paesi avevano espresso la volontà di ospitare la manifestazione: Botswana, Camerun, RD del Congo, Guinea, Marocco, Sudafrica, Zambia, Zimbabwe.
Alla scadenza del 30 settembre 2010 la CAF ricevette solamente tre candidature, da parte di Repubblica Democratica del Congo, Marocco e Sudafrica. Subito dopo l'ispezione da parte della CAF, la Repubblica Democratica del Congo annunciò il ritiro della propria candidatura.
| Nazione      | Ultima edizione ospitata |
| ------------ | ------------------------ |
| RD del Congo | –                        |
| Marocco      | 1988                     |
| Sudafrica    | 1996                     |

Il 29 gennaio 2011, la CAF comunicò che il Sudafrica avrebbe ospitato la Coppa delle Nazioni Africane 2017.
In seguito allo scoppio della guerra civile in Libia nel 2011, la CAF il 28 settembre dello stesso anno decise uno scambio di edizioni: il Sudafrica avrebbe ospitato quella del 2013 mentre la Libia sarebbe stata la sede del torneo nel 2017.

### Seconda selezione
A causa del perdurare dell'instabilità politica in Libia, la federazione libica il 22 agosto 2014 comunicò alla CAF la rinuncia a ospitare la Coppa delle Nazioni Africane 2017.
La CAF, quindi avviò la seconda selezione, per individuare la nazione ospitante e annunciò che la scadenza per presentare le candidature sarebbe stata il 30 settembre 2014 e che la scelta sarebbe stata comunicata l'8 aprile 2015.
Le nazioni che si candidarono ufficialmente furono Algeria, Egitto, Gabon, Ghana, Kenya, Sudan e Zimbabwe. In seguito la CAF annunciò che solamente quattro di loro possedevano i requisiti richiesti e il 23 febbraio 2015, l'Egitto ritirò la propria candidatura.
| Nazione | Ultima edizione ospitata |
| ------- | ------------------------ |
| Algeria | 1990                     |
| Gabon   | 2012                     |
| Ghana   | 2008                     |

L'8 aprile 2015 il presidente della CAF Issa Hayatou annunciò che il Gabon avrebbe ospitato la Coppa delle Nazioni Africane 2017.

## Stadi
La lista delle quattro città che ospitano le partite della Coppa d'Africa 2017 è stata ufficializzata dalla CAF il 18 ottobre 2016.
Gli stadi di Libreville e Franceville avevano già ospitato l'edizione del 2012.
La partita inaugurale e la finale si disputeranno allo Stade d'Angondjé di Libreville.
| Libreville          | Franceville          | Franceville Libreville Oyem Port-GentilCoppa delle nazioni africane 2017 (Gabon) | Oyem                 | Port-Gentil             |
| Stade d'Angondjé    | Stade de Franceville | Franceville Libreville Oyem Port-GentilCoppa delle nazioni africane 2017 (Gabon) | Stade d'Oyem         | Stade de Port-Gentil    |
| 0°31′27″N 9°23′52″E | 1°38′19″S 13°34′28″E | Franceville Libreville Oyem Port-GentilCoppa delle nazioni africane 2017 (Gabon) | 1°42′23″N 11°38′42″E | 0°43′32.6″S 8°47′00.5″E |
| Capienza: 40 000    | Capienza: 22 000     | Franceville Libreville Oyem Port-GentilCoppa delle nazioni africane 2017 (Gabon) | Capienza: 20 000     | Capienza: 20 000        |

## Marketing

### Pallone
Il pallone ufficiale del torneo è prodotto da Mitre, che subentra così ad Adidas dopo una partnership durata cinque edizioni. La sfera è bianca con dettagli triangolari di colore nero, arancione e verde ed è basata sul modello Delta Hyperseam dell'azienda inglese, già utilizzato nella English Football League e nella Scottish Professional Football League.

### Mascotte
La mascotte ufficiale dell'evento è stata annunciata il 25 marzo 2016, in occasione dell'incontro tra Gabon e Sierra Leone.
Chiamata Samba, consiste in una pantera nera antropomorfa che indossa una maglia gialla e pantaloncini blu, come la divisa della nazionale ospitante. L'animale è stato scelto come simbolo di forza, ma anche del senso di festa e divertimento, tipici dell'ospitalità gabonese.
Il nome ha origine dal saluto di benvenuto in lingua bantu, "mbolo samba".

### Copertura televisiva
Di seguito sono riportate le emittenti televisive mondiali che si sono aggiudicate i diritti a trasmettere le partite dell'avvenimento nel proprio ambito territoriale.
| Nazione             | Emittenti                                                        |
| ------------------- | ---------------------------------------------------------------- |
| Africa subsahariana | SuperSport                                                       |
| Argentina           | Canal 13 (in chiaro) TyC Sports (pay-per-view)                   |
| Asia                | Fox Networks Group                                               |
| Australia           | beIN Sports                                                      |
| Benin               | ORTB                                                             |
| Brasile             | Rede Globo                                                       |
| Canada              | beIN Sports (inglese) Univision Canada (spagnolo) RDS (francese) |
| Capo Verde          | RTC                                                              |
| Colombia            | Caracol Televisión RCN Televisión                                |
| Europa              | Eurosport                                                        |
| Francia             | Canal+                                                           |
| Ghana               | GTV/KTV                                                          |
| India               | Sony SIX Sony ESPN                                               |
| Italia              | Fox Sports                                                       |
| Mali                | ORTM                                                             |
| Mondo arabo         | beIN Sports                                                      |
| Nuova Zelanda       | Sky Sports                                                       |
| Senegal             | RTS                                                              |
| Stati Uniti         | beIN Sports (inglese) Univision Deportes (spagnolo)              |
| Sudafrica           | SABC                                                             |

## Qualificazioni
Pur ammesso di diritto alla fase finale in quanto paese organizzatore, il Gabon è stato comunque inserito nel girone I delle qualificazioni insieme a Costa d'Avorio, Sierra Leone e Sudan, contro le quali disputerà partite amichevoli che non verranno considerate nella classifica finale.
Il sorteggio della fase a gironi si è tenuta a Il Cairo, in Egitto, l'8 aprile 2015.

## Squadre partecipanti
| Pr. | Squadra        | Data di qualificazione certa | Partecipante in quanto                                         | Ultima presenza         |
| --- | -------------- | ---------------------------- | -------------------------------------------------------------- | ----------------------- |
| 1   | Gabon          | 14 novembre 2015             | Rappresentativo della nazione organizzatrice della fase finale | Guinea Equatoriale 2015 |
| 2   | Marocco        | 29 marzo 2016                | 1º classificato nel gruppo F di qualificazione                 | Sudafrica 2013          |
| 3   | Algeria        | 2 giugno 2016                | 1ª classificata nel gruppo J di qualificazione                 | Guinea Equatoriale 2015 |
| 4   | Camerun        | 3 giugno 2016                | 1º classificato nel gruppo M di qualificazione                 | Guinea Equatoriale 2015 |
| 5   | Senegal        | 4 giugno 2016                | 1º classificato nel gruppo K di qualificazione                 | Guinea Equatoriale 2015 |
| 6   | Egitto         | 4 giugno 2016                | 1º classificato nel gruppo G di qualificazione                 | Angola 2010             |
| 7   | Ghana          | 5 giugno 2016                | 1º classificato nel gruppo H di qualificazione                 | Guinea Equatoriale 2015 |
| 8   | Guinea-Bissau  | 5 giugno 2016                | 1ª classificata nel gruppo E di qualificazione                 | Esordiente              |
| 9   | Zimbabwe       | 5 giugno 2016                | 1º classificato nel gruppo L di qualificazione                 | Egitto 2006             |
| 10  | Mali           | 5 giugno 2016                | 1º classificato nel gruppo C di qualificazione                 | Guinea Equatoriale 2015 |
| 11  | Costa d'Avorio | 3 settembre 2016             | 1ª classificata nel gruppo I di qualificazione                 | Guinea Equatoriale 2015 |
| 12  | Uganda         | 4 settembre 2016             | 2ª classificata nel gruppo D di qualificazione                 | Ghana 1978              |
| 13  | Burkina Faso   | 4 settembre 2016             | 1º classificato nel gruppo D di qualificazione                 | Guinea Equatoriale 2015 |
| 14  | Tunisia        | 4 settembre 2016             | 1ª classificata nel gruppo A di qualificazione                 | Guinea Equatoriale 2015 |
| 15  | RD del Congo   | 4 settembre 2016             | 1ª classificata nel gruppo B di qualificazione                 | Guinea Equatoriale 2015 |
| 16  | Togo           | 4 settembre 2016             | 2º classificato nel gruppo A di qualificazione                 | Sudafrica 2013          |

## Sorteggio dei gruppi
Il sorteggio per stabilire i gruppi della fase finale si è tenuto a Libreville il 19 ottobre 2016. La posizione A1 è stata assegnata alla nazione organizzatrice mentre la C1 alla nazione detentrice del trofeo. Le restanti 15 squadre sono state classificate in base ai risultati ottenuti nelle seguenti competizioni opportunamente moltiplicati per un coefficiente di importanza della manifestazione:
- Coppa delle Nazioni Africane (2015, 2013, 2012);
- Qualificazioni alla Coppa delle Nazioni Africane (2017, 2015, 2013);
- Campionato mondiale di calcio (2014);
- Qualificazioni al campionato mondiale di calcio 2014).

Nella seguente tabella le quattro urne e i quattro gruppi così definiti come nei documenti ufficiali della CAF.
| Gruppo | Urna 1                     | Urna 2                   | Urna 3              | Urna 4                   |
| ------ | -------------------------- | ------------------------ | ------------------- | ------------------------ |
| A      | Gabon (22 p.ti)            | Burkina Faso (33,5 p.ti) | Camerun (29 p.ti)   | Guinea-Bissau (8,5 p.ti) |
| B      | Algeria (43,5 p.ti)        | Tunisia (34,5 p.ti)      | Senegal (24 p.ti)   | Zimbabwe (10 p.ti)       |
| C      | Costa d'Avorio (63,5 p.ti) | RD del Congo (29,5 p.ti) | Marocco (18,5 p.ti) | Togo (15,5 p.ti)         |
| D      | Ghana (56,5 p.ti)          | Mali (33,5 p.ti)         | Egitto (15,5 p.ti)  | Uganda (12 p.ti)         |

## Arbitri
Qui di seguito è riportata la lista degli arbitri e degli assistenti scelti per la manifestazione.
Arbitri
- Mehdi Abid Charef
- Sidi Alioum
- Gehad Grisha
- Bamlak Tessema Weyesa
- Eric Otogo-Castane
- Youssef Essrayri

- Bakary Gassama
- Hamada Nampiandraza
- Joshua Bondo
- Ali Lemghaifry
- Mahamadou Keita
- Rédouane Jiyed

- Malang Diedhiou
- Bernard Camille
- Daniel Frazer Bennett
- Denis Dembélé
- Janny Sikazwe

Assistenti
- Albdelhak Etchiali
- Jerson Emiliano Dos Santos
- Jean-Claude Birumushahu
- Marius Donatien Tan
- Evarist Menkouande
- Elvis Guy Noupue Nguegoue
- Tahssen Abo El Sadat Bedyer

- Aboubacar Doumbouya
- Teophile Vinga
- Marwa Range
- Rédouane Achik
- Arsénio Chadreque Marengula
- Abel Baba
- Yahaya Mahamadou

- Djibril Camara
- El Hadji Malick Samba
- Zakhele Siwela
- Ali Waleed Ahmed
- Mohammed Abdallah Ibrahim
- Anouar Hmila
- Olivier Safari Kabene

## Regolamento del torneo
La formula conferma quella in vigore da quando, in occasione dell'edizione sudafricana del 1996, la fase finale del campionato africano di calcio è stata portata a 16 squadre e prevede, dunque, la formazione di quattro gironi con partite di sola andata, ciascuno composto da quattro squadre.
Per determinare la posizione in classifica di squadre che si trovano a parità di punti saranno presi in considerazione, nell'ordine, i seguenti criteri:
1. maggiore numero di punti negli scontri diretti tra le squadre interessate (classifica avulsa);
2. migliore differenza reti globale;
3. maggiore numero di reti segnate globale;
4. sorteggio da parte del comitato CAF.

Nel caso in cui più di due nazionali avessero lo stesso numero di punti in classifica, per determinare la loro posizione saranno presi in considerazione, nell'ordine, i seguenti parametri:
1. maggiore numero di punti negli scontri diretti tra le squadre interessate (classifica avulsa);
2. migliore differenza reti negli scontri diretti tra le squadre interessate (classifica avulsa);
3. maggiore numero di reti segnate negli scontri diretti tra le squadre interessate (classifica avulsa);

Se tuttavia dopo aver applicato i criteri precedenti due squadre si trovassero ancora in parità, si applicheranno nuovamente i tre criteri alle due squadre in questione per determinare la loro posizione finale. Se questa procedura non permetterà di separarle verranno utilizzati, sempre nell'ordine, gli ulteriori parametri qui di seguito: 
1. migliore differenza reti globale;
2. maggiore numero di reti segnate globale;
3. sorteggio da parte del comitato CAF.

Le prime due nazionali classificate di ogni raggruppamento accedono alla fase a eliminazione diretta che consiste in un tabellone di tre turni (quarti di finale, semifinali e finali) ad accoppiamenti interamente prestabiliti e con incontri basati su partite uniche ed eventuali tempi supplementari e tiri di rigore in caso di persistenza della parità tra le due contendenti, ad eccezione della finale per il terzo posto nella quale, in caso di parità alla fine dei tempi regolamentari, il vincitore verrà stabilito direttamente mediante i tiri di rigore.

## Riassunto del torneo

Piazzamenti delle nazionali a Gabon 2017
Vincitore
Secondo posto
Terzo posto
Quarto posto
Quarti di finale
Gironi

Vincitore
     Secondo posto
     Terzo posto
     Quarto posto
     Quarti di finale
     Gironi

### Fase a gironi
Gruppo A
La prima partita del torneo si gioca tra l'organizzatore Gabon e la debuttante Guinea-Bissau, e termina con il punteggio di 1-1 con le reti al 53' del gabonese con Aubameyang a cui risponde al primo di recupero il guineense J. Soares. L'1-1 contagia anche la seconda partita tra Burkina Faso e Camerun, così come la terza, tra gabonesi e burkinabé. La partita tra Camerun e Guinea-Bissau è invece la prima partita del girone a non finire in parità, con il primo che rimonta dopo l'iniziale vantaggio guineense, con il risultato finale di 2-1. Il Gabon pareggia ancora una volta contro il Camerun, stavolta per 0-0, e viene eliminato, così come i guineensi che perdono contro i burkinabé che li battono per 2-0 e si piazzano primi davanti al Camerun con 5 punti pari ma differenza di reti maggiore.
Gruppo B
La prima partita del girone si gioca tra la favorita Algeria e lo Zimbabwe, e finisce in parità sul 2-2. La seconda partita vede invece il Senegal battere la Tunisia per 2-0. Nella terza, la Tunisia batte l'Algeria per 2-1, mentre nella quarta il Senegal batte anche lo Zimbabwe, ancora per 2-0. Alla quinta partita, SEnegal e Algeria pareggiano per 2-2, con la seconda che finisce terza e viene eliminata, così come lo Zimbabwe che viene battuto dalla Tunisia (finita seconda) per 4-2.
Gruppo C
La partita giocata tra Costa d'Avorio e Togo è la prima a finire a reti inviolate, mentre la seconda, giocata tra RD del Congo e Marocco, finisce con la vittoria della prima per 1-0. Alla terza partita, ivoriani e congolesi pareggiano per 2-2, mentre il Marocco batte il Togo per 3-1 rimontando il vantaggio iniziale del secondo all'intervallo. Alla quinta partita il Marocco batte anche gli ivoriani, eliminandoli così dalla Coppa D'Africa, così come i congolesi (che arrivano primi) fanno contro il Togo, che viene battuto per 3-1.
Gruppo D
La prima partita si gioca tra Ghana e Uganda, e vede la vittoria dei ghanesi per 1-0. La seconda si disputa invece tra Mali ed Egitto, che pareggiano per 0-0. La terza vede affrontarsi Ghana e Mali, e vede il secondo perdere 1-0 e venire precocemente eliminato. Viene eliminata anche l'Uganda che perde anch'essa per 1-0 contro l'Egitto. Quest'ultimo trionfa anche contro il Ghana per 1-0, piazzandosi in testa con tre vittorie e rete inviolata, mentre Uganda e Mali giocano una partita di consolazione finita 1-1.

### Fase a eliminazione diretta
Quarti di finale
Il primo quarto di finale, avvenuto il 28 gennaio, vede affrontarsi Burkina Faso e Tunisia, e gli Stalloni ne usciranno vincitori per 2-0 con le reti di Aristide Bancé all'81° e di Préjuce Nakoulma all'85°. Il secondo quarto, avvenuto poco dopo, vede affrontarsi invece Senegal e Camerun; dopo 120 minuti di reti inviolate, la lotteria ai rigori viene decisa dall'errore del senegalese Sadio Mané e la successiva marcatura del camerunese Vincent Aboubakar che spedisce la sua nazionale in semi-finale.
Il terzo quarto di finale, che si gioca il giorno dopo, mette di fronte Ghana e RD del Congo: il Ghana passa per prima in vantaggio grazie a Jordan Ayew al 63°, ma i congolesi pareggiano cinque minuti più tardi con Paul-José M'Poku. Alla fine André Ayew riporta i suoi in vantaggio su rigore al 78° e la partita finisce 2-1 per il Ghana che va anch'esso in semi-finale. L'ultimo quarto di finale, che ha luogo poco dopo, vede affrontarsi uno contro l'altro Egitto e Marocco, e vede vincere gli egiziani per 1-0 grazie a un gol all'88° di Mahmoud Kahraba.
Semi-finali
La prima semifinale vede scontrarsi Burkina Faso ed Egitto: gli egiziani passano in vantaggio al 67° grazie a un gol di Mohamed Salah, ma gli Stalloni pareggiano sei minuti più tardi con Aristide Bancé. I tempi regolamentari e i supplementari si terminano entrambi sul risultato di 1-1, e si va dunque ai calci di rigore: decisivi gli errori di Koffi Kouakou e di Bertrand Traoré e le successive marcature di Mohamed Salah e Amr Warda, che spediscono l'Egitto in finale per la prima volta dall'edizione 2010. La seconda semifinale vede affrontarsi Camerun e Ghana: al 72° il Camerun passa in vantaggio con Michael Ngadeu-Ngadjui e poi raddoppia nel terzo minuto di recupero grazie a Christian Bassogog; torna così in finale della Coppa d'Africa dopo nove anni dall'ultima volta (nel 2008), e neanche a farlo apposta contro l'Egitto.
Finale 3º posto
La finale per il 3º posto vede affrontarsi Burkina Faso e Ghana: gli Stalloni ne escono vincitori grazie a un gol all'89° su punizione di Alain Traoré.
Finale
La finale per l'assegnazione della coppa vede infine affrontarsi Egitto e Camerun, che si sono già affrontate in finale due volte (1986 e 2008, entrambe vinte dall'Egitto). Al 22° l'Egitto passa in vantaggio grazie al gol di Mohamed Elneny, ma al 60° Nicolas N'Koulou pareggia con un gol di testa e proprio nel finale, all'89°, arriva il gol vittoria di Vincent Aboubakar. Il Camerun torna dunque a vincere la Coppa d'Africa dopo ben quindici anni dall'ultima (nel 2002).

## Fase a gironi

### Gruppo A

#### Classifica
| Pos. | Squadra       | Pt | G | V | N | P | GF | GS | DR |
| ---- | ------------- | -- | - | - | - | - | -- | -- | -- |
| 1.   | Burkina Faso  | 5  | 3 | 1 | 2 | 0 | 4  | 2  | +2 |
| 2.   | Camerun       | 5  | 3 | 1 | 2 | 0 | 3  | 2  | +1 |
| 3.   | Gabon         | 3  | 3 | 0 | 3 | 0 | 2  | 2  | 0  |
| 4.   | Guinea-Bissau | 1  | 3 | 0 | 1 | 2 | 2  | 5  | -3 |

#### Risultati
| Arbitro: | Grisha |

|                |           |             |
| Aubameyang 53’ | Marcatori | 90+1’ Juary |

| Arbitro: | Sikazwe |

|          |           |               |
| Dayo 75’ | Marcatori | 35’ Moukandjo |

| Arbitro: | Gassama |

|                       |           |              |
| Aubameyang 38’ (rig.) | Marcatori | 23’ Nakoulma |

| Arbitro: | Essrayri |

|                              |           |             |
| Siani 61’ Ngadeu-Ngadjui 79’ | Marcatori | 13’ Piqueti |

| Libreville 22 gennaio 2017, ore 20:00 UTC+1 Incontro 17 | Camerun | 0 – 0 referto | Gabon | Stade d'Angondjé\| Arbitro: \| Bennett \| |
| Arbitro:                                                | Bennett |               |       |                                           |

| Arbitro: | Tessema Weyesa |

|  |           |                                     |
|  | Marcatori | 12’ (aut.) Rudinilson 58’ B. Traoré |

### Gruppo B

#### Classifica
| Pos. | Squadra  | Pt | G | V | N | P | GF | GS | DR |
| ---- | -------- | -- | - | - | - | - | -- | -- | -- |
| 1.   | Senegal  | 7  | 3 | 2 | 1 | 0 | 6  | 2  | +4 |
| 2.   | Tunisia  | 6  | 3 | 2 | 0 | 1 | 6  | 5  | +1 |
| 3.   | Algeria  | 2  | 3 | 0 | 2 | 1 | 5  | 6  | -1 |
| 4.   | Zimbabwe | 1  | 3 | 0 | 1 | 2 | 4  | 8  | -4 |

#### Risultati
| Arbitro: | Tessema Weyesa |

|                 |           |                                 |
| Mahrez 12’, 82’ | Marcatori | 17’ Mahachi 29’ (rig.) Mushekwi |

| Arbitro: | Alioum |

|  |           |                          |
|  | Marcatori | 10’ (rig.) Mané 30’ Kara |

| Arbitro: | Camille |

|             |           |                                   |
| Hanni 90+1’ | Marcatori | 50’ (aut.) Mandi 66’ (rig.) Sliti |

| Arbitro: | Jiyed |

|                    |           |  |
| Mané 9’ Saivet 14’ | Marcatori |  |

| Arbitro: | Bondo |

|                  |           |                  |
| Diop 44’ Sow 54’ | Marcatori | 10’, 52’ Slimani |

| Arbitro: | Dembélé |

|                      |           |                                                     |
| Musona 43’ Ndoro 58’ | Marcatori | 10’ Sliti 22’ Msakni 36’ Khenissi 45’ (rig.) Khazri |

### Gruppo C

#### Classifica
| Pos. | Squadra        | Pt | G | V | N | P | GF | GS | DR |
| ---- | -------------- | -- | - | - | - | - | -- | -- | -- |
| 1.   | RD del Congo   | 7  | 3 | 2 | 1 | 0 | 6  | 3  | +3 |
| 2.   | Marocco        | 6  | 3 | 2 | 0 | 1 | 4  | 2  | +2 |
| 3.   | Costa d'Avorio | 2  | 3 | 0 | 2 | 1 | 2  | 3  | -1 |
| 4.   | Togo           | 1  | 3 | 0 | 1 | 2 | 2  | 6  | -4 |

#### Risultati
| Oyem 16 gennaio 2017, ore 17:00 UTC+1 Incontro 5 | Costa d'Avorio | 0 – 0 referto | Togo | Stade d'Oyem\| Arbitro: \| Otogo-Castane \| |
| Arbitro:                                         | Otogo-Castane  |               |      |                                             |

| Arbitro: | Nampiandraza |

|               |           |  |
| Kabananga 55’ | Marcatori |  |

| Arbitro: | Sikazwe |

|                  |           |                          |
| Bony 26’ Dié 67’ | Marcatori | 10’ Kebano 28’ Kabananga |

| Arbitro: | Keita |

|                                        |           |            |
| Bouhaddouz 14’ Saïss 21’ En-Nesyri 72’ | Marcatori | 5’ Dossevi |

| Arbitro: | Alioum |

|            |           |  |
| Alioui 64’ | Marcatori |  |

| Arbitro: | Diedhiou |

|          |           |                                     |
| Laba 69’ | Marcatori | 29’ Kabananga 54’ Mubele 80’ M'Poku |

### Gruppo D

#### Classifica
| Pos. | Squadra | Pt | G | V | N | P | GF | GS | DR |
| ---- | ------- | -- | - | - | - | - | -- | -- | -- |
| 1.   | Egitto  | 7  | 3 | 2 | 1 | 0 | 2  | 0  | +2 |
| 2.   | Ghana   | 6  | 3 | 2 | 0 | 1 | 2  | 1  | +1 |
| 3.   | Mali    | 2  | 3 | 0 | 2 | 1 | 1  | 2  | -1 |
| 4.   | Uganda  | 1  | 3 | 0 | 1 | 2 | 1  | 3  | -2 |

#### Risultati
| Arbitro: | Bondo |

|                    |           |  |
| A. Ayew 32’ (rig.) | Marcatori |  |

| Port-Gentil 17 gennaio 2017, ore 20:00 UTC+1 Incontro 8 | Mali    | 0 – 0 referto | Egitto | Stade de Port-Gentil\| Arbitro: \| Bennett \| |
| Arbitro:                                                | Bennett |               |        |                                               |

| Arbitro: | Abid Charef |

|          |           |  |
| Gyan 21’ | Marcatori |  |

| Arbitro: | Diedhiou |

|          |           |  |
| Said 89’ | Marcatori |  |

| Arbitro: | Gassama |

|           |           |  |
| Salah 11’ | Marcatori |  |

| Arbitro: | Lemghaifry |

|          |           |              |
| Miya 70’ | Marcatori | 73’ Bissouma |

## Fase a eliminazione diretta

### Tabellone
|  | Quarti di finale         | Quarti di finale         |                         |       | Semifinali                | Semifinali                |  |  | Finale                   | Finale |
|  |                          |                          |                         |       |                           |                           |  |  |                          |        |
|  | 28 gennaio – Libreville  |                          |                         |       |                           |                           |  |  |                          |        |
|  |                          |                          |                         |       |                           |                           |  |  |                          |        |
|  | 1A. Burkina Faso         | 2                        |                         |       |                           |                           |  |  |                          |        |
|  | 1A. Burkina Faso         | 2                        | 1 febbraio – Libreville |       |                           |                           |  |  |                          |        |
|  | 2B. Tunisia              | 0                        |                         |       |                           |                           |  |  |                          |        |
|  | 2B. Tunisia              | 0                        | Burkina Faso            | 1 (3) |                           |                           |  |  |                          |        |
|  | 29 gennaio – Port-Gentil |                          | Burkina Faso            | 1 (3) |                           |                           |  |  |                          |        |
|  |                          | Egitto                   | 1 (4)                   |       |                           |                           |  |  |                          |        |
|  | 1D. Egitto               | Egitto                   | 1 (4)                   | 1     |                           |                           |  |  |                          |        |
|  | 1D. Egitto               |                          | 5 febbraio – Libreville | 1     |                           |                           |  |  |                          |        |
|  | 2C. Marocco              | 0                        |                         |       |                           |                           |  |  |                          |        |
|  | 2C. Marocco              | 0                        | Egitto                  | 1     |                           |                           |  |  |                          |        |
|  | 28 gennaio – Franceville |                          | Egitto                  | 1     |                           |                           |  |  |                          |        |
|  |                          | Camerun                  | 2                       |       |                           |                           |  |  |                          |        |
|  | 1B. Senegal              | Camerun                  | 2                       | 0 (4) |                           |                           |  |  |                          |        |
|  | 1B. Senegal              | 2 febbraio – Franceville |                         | 0 (4) |                           |                           |  |  |                          |        |
|  | 2A. Camerun              | 0 (5)                    |                         |       |                           |                           |  |  |                          |        |
|  | 2A. Camerun              | 0 (5)                    | Camerun                 | 2     | Finale per il terzo posto | Finale per il terzo posto |  |  |                          |        |
|  | 29 gennaio – Oyem        |                          | Camerun                 | 2     | Finale per il terzo posto | Finale per il terzo posto |  |  |                          |        |
|  |                          | Ghana                    | 0                       |       |                           |                           |  |  |                          |        |
|  | 1C. RD del Congo         | Ghana                    | 0                       | 1     | Burkina Faso              | 1                         |  |  |                          |        |
|  | 1C. RD del Congo         |                          |                         | 1     | Burkina Faso              | 1                         |  |  |                          |        |
|  | 2D. Ghana                | 2                        |                         | Ghana | 0                         |                           |  |  |                          |        |
|  | 2D. Ghana                | 2                        |                         |       | 0                         |                           |  |  |                          |        |
|  |                          |                          |                         |       |                           |                           |  |  | 4 febbraio – Port-Gentil |        |
|  |                          |                          |                         |       |                           |                           |  |  |                          |        |

### Quarti di finale
| Arbitro: | Bennett |

|                        |           |  |
| Bancé 81’ Nakoulma 85’ | Marcatori |  |

| Arbitro: | Sikazwe |

|                                |                      |                                        |
| Koulibaly Kara Sow Saivet Mané | Tiri di rigore 4 – 5 | Moukandjo Oyongo Teikeu Zoua Aboubakar |

| Arbitro: | Camille |

|            |           |                                |
| M'Poku 68’ | Marcatori | 63’ J. Ayew 78’ (rig.) A. Ayew |

| Arbitro: | Otogo-Castane |

|             |           |  |
| Kahraba 88’ | Marcatori |  |

### Semifinali
| Arbitro: | Diedhiou |

|                                           |                      |                               |
| Bancé 73’                                 | Marcatori            | 67’ Salah                     |
| Al. Traoré Diawara Yago Kouakou B. Traoré | Tiri di rigore 3 – 4 | Said Sobhi Hegazy Salah Warda |

| Arbitro: | Gassama |

|                                   |           |  |
| Ngadeu-Ngadjui 72’ Bassogog 90+3’ | Marcatori |  |

### Finale 3º posto
| Arbitro: | Abid Charef |

|                |           |  |
| Al. Traoré 89’ | Marcatori |  |

### Finale
| Arbitro: | Sikazwe |

|            |           |                            |
| Elneny 22’ | Marcatori | 59’ N'Koulou 88’ Aboubakar |

## Classifica marcatori
3 reti
- Junior Kabananga

2 reti
- Riyad Mahrez
- Islam Slimani
- Aristide Bancé
- Préjuce Nakoulma
- Michael Ngadeu-Ngadjui
- Mohamed Salah
- Pierre-Emerick Aubameyang (1 rig.)
- André Ayew (2 rig.)
- Paul-José M'Poku
- Sadio Mané (1 rig.)
- Naïm Sliti (1 rig.)

1 rete
- Sofiane Hanni
- Issoufou Dayo
- Alain Traoré
- Bertrand Traoré
- Vincent Aboubakar
- Christian Bassogog
- Benjamin Moukandjo
- Nicolas N'Koulou
- Sébastien Siani
- Wilfried Bony
- Serey Die
- Mohamed Elneny
- Mahmoud Kahraba
- Abdallah Said
- Jordan Ayew
- Asamoah Gyan
- Piqueti
- Juary Soares
- Yves Bissouma
- Rachid Alioui
- Aziz Bouhaddouz
- Youssef En-Nesyri
- Romain Saïss
- Firmin Ndombe Mubele
- Neeskens Kebano
- Papa Kouli Diop
- Kara Mbodj
- Henri Saivet
- Moussa Sow
- Mathieu Dossevi
- Kodjo Laba
- Wahbi Khazri (1 rig.)
- Taha Yassine Khenissi
- Youssef Msakni
- Farouk Miya
- Kudakwashe Mahachi
- Nyasha Mushekwi (1 rig.)
- Knowledge Musona
- Tendai Ndoro

Autoreti
- Aïssa Mandi (1, pro Tunisia)
- Rudinilson Silva (1, pro Burkina Faso)

## Premi
La sera della finale per il 1º posto, conclusa la partita, la CAF ha reso noti i premi assegnati ai calciatori.
- Miglior giocatore del torneo:  Christian Bassogog
- Capocannoniere del torneo:  Junior Kabananga
- Miglior portiere del torneo:  Fabrice Ondoa
- Premio Fair Play:  Egitto
- Squadra del torneo:

| Portieri      | Difensori                                      | Centrocampisti                                                             | Attaccanti                          |
| ------------- | ---------------------------------------------- | -------------------------------------------------------------------------- | ----------------------------------- |
| Fabrice Ondoa | Kara Mbodj Ahmed Hegazy Michael Ngadeu-Ngadjui | Charles Kaboré Daniel Amartey Bertrand Traoré Christian Atsu Mohamed Salah | Christian Bassogog Junior Kabananga |

| Sostituti                                                                                                   |
| --- |
| Essam El-Hadary Cheikhou Kouyaté Préjuce Nakoulma Aristide Bancé Benjamin Moukandjo Zezinho Mbark Boussoufa |